# Ilhas Virgens Americanas nos Jogos Olímpicos de Verão de 1968
As Ilhas Virgens Americanas competiram nos Jogos Olímpicos pela primeira vez nos Jogos Olímpicos de Verão de 1968 na Cidade do México, México.